# Johann Baptist Renninger
Johann Baptist Renninger (* 7. Juni 1829 in Würzburg; † 29. August 1892 ebenda) war ein deutscher katholischer Theologe.

## Leben
Renninger besuchte das Gymnasium in Würzburg und nahm dann nach zweijährigem Studium der Rechtswissenschaft und der Philosophie 1849 das Theologiestudium an der Universität Würzburg auf, welches er von 1851 bis 1854 am Collegium Germanicum in Rom fortsetzte. Nach seiner Priesterweihe 1854 war er zunächst Kaplan in Kitzingen und danach von 1856 bis 1879 Lehrer am Priesterseminar in Würzburg, zuletzt (ab 1865) als dessen Leiter.
1879 wurde Renniger Ehrenmitglied des Verbandes der Wissenschaftlichen Katholischen Studentenvereine Unitas.

## Werke
- Pastoraltheologie, Freiburg 1893 (Renningers Hauptwerk, welches erst nach seinem Tod erschien)
- Die Grundlage christlicher Politik, Würzburg 1879
- Unveränderlichkeit und Fortschritt in der Kirche, in: Chilianeum, 1869, Bd. 1, 32–44 und 106–112
- Das Prinzip der Sittlichkeit, in: Der Katholik, 1872, Bd. 1, 662–677 und Bd. 2, 36–49 und 179–195
- Religion und Sittlichkeit, in: Der Katholik, 1875, Bd. 2, 589–598